# Hoštka
Hoštka település Csehországban, a Litoměřicei járásban. Hoštka Vrbice, Štětí, Úštěk, Vrutice, Račice, Snědovice, Polepy, Brzánky és Drahobuz településekkel határos. Lakosainak száma 1785 fő (2024. január 1.).

## Népesség
A település lakosságának változását az alábbi diagram mutatja:
| Lakosok száma | 2288 | 2297 | 2082 | 1316 | 1220 | 1369 | 1728 | 1749 | 1751 | 1785 |
|               | 1869 | 1890 | 1921 | 1950 | 1980 | 2001 | 2017 | 2019 | 2022 | 2024 |